# Tunesische Fußballnationalmannschaft der Frauen
Die tunesische Fußballnationalmannschaft der Frauen repräsentiert Tunesien im internationalen Frauenfußball. Die Mannschaft untersteht dem tunesischen Fußballverband und wird von Samir Landolsi trainiert. Die tunesische Auswahl konnte sich bisher nur einmal für die Afrikameisterschaften qualifizieren. Für eine Weltmeisterschaft bzw. die Olympischen Spiele konnten sie sich bisher nicht qualifizieren. Zuletzt scheiterte die Mannschaft zweimal im Elfmeterschießen. Zunächst in der zweiten Runde der Qualifikation für die Olympischen Spiele in London mit 0:1 und 1:0 nach einem 5:6 im Elfmeterschießen an Südafrika und dann in der Qualifikation zur  Fußball-Afrikameisterschaft der Frauen 2012 nach 0:2 und 2:0 gegen Marokko mit 3:5 im Elfmeterschießen.

## Turnierbilanz

### Weltmeisterschaft
- 2007: nicht teilgenommen
- 2011: nicht qualifiziert
- 2015: nicht qualifiziert
- 2019: nicht gemeldet
- 2023: nicht qualifiziert

### Afrikameisterschaft
- 2006: nicht teilgenommen (1. Spiel erst nach Start der Qualifikation)
- 2008: Vorrunde
- 2010: nicht qualifiziert
- 2012: nicht qualifiziert
- 2014: nicht qualifiziert
- 2016: nicht qualifiziert
- 2018: nicht teilgenommen
- 2022: Viertelfinale

### Olympische Spiele
- 2008: nicht teilgenommen
- 2012: nicht qualifiziert
- 2016: zurückgezogen
- 2020: nicht gemeldet
- 2024: nicht qualifiziert

## Spiele

### Letzte Spiele
- Marokko 0:3 (0:2) Tunesien , Qualifikation Olympische Spiele 2012, El Jadida, Marokko, 15. Januar, 2011
- Tunesien 0:1 (0:0) Marokko , Qualifikation Olympische Spiele 2012, Radès, 9. Februar, 2011
- Südafrika 1:0 (0:0) Tunesien , Qualifikation Olympische Spiele 2012, Umlazi, Südafrika, 2. April, 2011
- Tunesien 1:0 n. V. (1:0, 0:0) 5:6 i. E. Südafrika , Qualifikation Olympische Spiele 2012, Tunis, 17. April, 2011
- Tunesien 0:1 Simbabwe , Sheikh Zayed City, Ägypten 23. November, 2011
- Ägypten 1:0 Tunesien , Sheikh Zayed City, Ägypten 25. November, 2011
- Marokko 2:0 (1:0) Tunesien , Qualifikation  Fußball-Afrikameisterschaft der Frauen 2012, Rabat, Marokko, 14. Januar, 2012
- Tunesien 2:0 n. V. (2;0, 0:0) 3:5 i. E. Marokko , Qualifikation  Fußball-Afrikameisterschaft der Frauen 2012, Soliman, 28. Januar, 2012

## Spiele gegen Nationalmannschaften deutschsprachiger Länder
Alle Ergebnisse aus Tunesischer Sicht.

### Deutschland
Bisher gab es noch keine Spiele gegen die deutsche Auswahl.

### Österreich
Bisher gab es noch keine Spiele gegen die österreichische Auswahl.

### Schweiz
| Datum            | Ort    | Ergebnis | Anlass             |
| 18. Februar 2008 | Sousse | 0:1      | Freundschaftsspiel |